# Scituloglaucytes obiensis
Scituloglaucytes obiensis là một loài bọ cánh cứng trong họ Cerambycidae.